# Граф Елґін
Граф Елґін [ˈɛlɡɪn] — це титул перства Шотландії, створений у 1633 році для Томаса Брюса, 3-го лорда Кінлосса. Пізніше 30 липня 1641 року він отримав титул барона Брюса з Ворлтона в графстві Йорк у титулатурі перства Англії. Граф Елґін є спадковим вождем клану Брюс. 

## Історія
Родина походила від Брюсів з Клакманнан, предком яких був Томас де Брюї. За словами сера Джеймса Бальфура Пола, немає жодних доказів того, що ця гілка родини походить від Роберта Брюса (короля Роберта I), незважаючи на твердження, що Томас був позашлюбним сином короля. Однак син короля Роберта Давид II надав у 1359 році землю Роберту Брюсу, називаючи його dilecto consanguineo suo (наш улюблений двоюрідний брат). Загальновизнано, що гілка Клакманнан походить від Джона де Брюса, який був молодшим сином Роберта де Брюса, 5-го лорда Аннандейла .
Першого графа змінив його син Роберт, який також був призначений графом Ейлсбері в ранзі перства Англії. Два графства продовжували поєднуватися до смерті четвертого графа Елґіна, коли титули Ейлсбері та барона Брюса (з Ворлтона) вимерли, а титул Елґіна перейшов до графа Кінкардина; а лордство Кінлос стало нечинним. Після цього графство Елґін і Кінкардин залишилися поєднаним. 
Найвідомішим графом був 7-й граф, який випиляв з храму Парфенон і перевіз до Британії так звані мармури Елґіна.
Крім титулів графів Елґіна і Кінкардина, лорд Елґін також має титули лорд Брюс Кінлос (створений 1604), лорд Брюс Торрі (1647) і барон Елґін з Елґіна в Шотландії (1849). Перші два належать до перства Шотландії; третій — до перства Сполученого Королівства . 
Лордство Кінлосс, яке належало першим чотирьом графам, було успадковане після смерті 4-го графа 3-м герцогом Чандос. Через його доньку титул перейшов до герцогів Бекінґема і Чандоса, і зараз належить спадкоємцю цих герцогів. 
Сімейний осередок — будинок Брумголл, у трьох милях на південний захід від Данфермліна, Шотландія.
У Дубліні є дороги, які походять від титулів графа. Це Елґін-роуд і Ейлсбері-роуд. В Канаді, Джеймс Брюс, 8-й граф Елґін був Генерал-губернатором (1847–1854), всі його титули широко представлені в географічіних назвах, назвах вулиць тощо. На його честь названі графства (округи) Елґін та Брюс, а також містечко Кінкардин, село Брюс-Майнз у провінції Онтаріо, Порт-Елґін у Нью-Брансвіку, численні вулиці. У 1953 році ім'я Джеймса Брюса було внесене до списку національних історичних осіб Канади в рамках процесу інституціалізації національної історичної пам'яті Канади

## Феодальні барони Клакманнан
- Томас де Брюї, 1-й барон Клакманнан (помер до 1348 р.)
- Роберт де Брюї, 2-й барон Клакманнана (помер до 1406 р.)
- Сер Роберт Брюс, 3-й барон Клакманнан (помер 1428)
- Сер Девід Брюс, 4-й барон Клакманнан
- Джон Брюс, 5-й барон Клакманнан (помер 1473)
- Сер Девід Брюс, 6-й барон Клакманнан (помер близько 1500 р.)
- Сер Девід Брюс, 7-й барон Клакманнан (помер після 1556)
- Сер Едвард Брюс, 8-й барон Клакманнан (1505–1565)
  - другий син, Едвард, став лордом Брюсом Кінлос у 1604 році

## Лорд Брюс Кінлос (1604)
- Едвард Брюс, 1-й лорд Брюс Кінлос (1548–1611)
- Едвард Брюс, 2-й лорд Брюс Кінлос (1594–1613)
- Томас Брюс, 3-й лорд Брюс Кінлос, 1-й барон Брюс (1599–1663) (створено графом Елґіном 1633) (створено бароном Брюсом Ворлтоном 1641)

## Графи Елґін (1633)
- Томас Брюс, 1-й граф Елґін, 1-й барон Брюс Ворлтон (1599–1663)
- Роберт Брюс, 2-й граф Елґін, 1-й граф Ейлсбері, 2-й барон Брюс Ворлтон (1627–1685)
  - Шановний Роберт Брюс (помер 1652)
  - Шановний Едвард Брюс (помер 1662)
- Томас Брюс, 3-й граф Елґін, 2-й граф Ейлсбері, 3-й барон Брюс Ворлтон (1656–1741)
  - Роберт Брюс, лорд Брюс (1679–до 1741)
- Чарльз Брюс, 4-й граф Елґін, 3-й граф Ейлсбері, 4-й барон Брюс з Ворлтона, 1-й барон Брюс з Скелтона (1682–1747) (створено як барон Брюс Скелтон 1746)
  - Шановний Роберт Брюс (помер 1738)
- Чарльз Брюс, 5-й граф Елґін і 9-й граф Кінкардин (1732–1771)
- Вільям Роберт Брюс, 6-й граф Елґін і 10-й граф Кінкардин (1764–1771)
- Томас Брюс, 7-й граф Елґін, 11-й граф Кінкардин (1766–1841) – з однойменної компанії Мармури Елґіна
  - Джордж Чарльз Константін Брюс, лорд Брюс (1800–1840)
- Джеймс Брюс, 8-й граф Елґін, 12-й граф Кінкардин (1811–1863) – справа щодо пограбування Літнього палацу
- Віктор Александер Брюс, 9-й граф Елґін, 13-й граф Кінкардин (1849–1917)
- Едвард Джеймс Брюс, 10-й граф Елґін, 14-й граф Кінкардин (1881–1968)
- Ендрю Даґлас Александер Томас Брюс, 11-й граф Елґін, 15-й граф Кінкардин (нар. 1924)

Спадкоємцем є син нинішнього власника Чарльз Едвард Брюс, лорд Брюс (нар. 1961). 
 Спадкоємцем спадкоємця є його син Джеймс Ендрю Чарльз Роберт Брюс, магістр клану Брюс (нар. 1991).